# Мужиця
Мужиця — річка у Росії, Глушковському й Кореневському районах Курської областей. Ліва притока Снагості (басейн Дніпра).
Головна права притока - річка Синяк, що бере початок у Сумському районі Сумської області України.

## Опис
Довжина річки приблизно 26,5 км.

## Розташування
Бере початок у Єлизаветівці Глушковського району Курської області. Тече переважно на північний схід через Політотдельський, Мужицю 1-шу, Мужицю 2-гу, Апанасовку й біля села Снагість Кореневського району впадає у річку Снагість, ліву притоку Сейму.